# Едмъндс
 Тази статия е за града във Вашингтон, САЩ.  За окръга вижте Едмъндс (окръг).  
Едмъндс (на английски: Edmonds) е град в окръг Снохоумиш, щата Вашингтон, САЩ. Едмъндс е с население от 39 515 жители (2000) и обща площ от 47,8 km². Намира се на 20 m надморска височина. ЗИП кодът му е 98020, 98026, а телефонният му код е 425.